# Ветамка (Оклахома)
Ветамка (англ. Wetumka) — місто (англ. city) в США, в окрузі Г'юз штату Оклахома. Населення — 1135 осіб (2020).

## Географія
Ветамка розташована за координатами 35°14′31″ пн. ш. 96°14′12″ зх. д. / 35.24194° пн. ш. 96.23667° зх. д. (35.241884, -96.236765).  За даними Бюро перепису населення США в 2010 році місто мало площу 4,98 км², з яких 4,92 км² — суходіл та 0,06 км² — водойми.

## Демографія
Згідно з переписом 2010 року, у місті мешкали 1282 особи в 491 домогосподарстві у складі 282 родин. Густота населення становила 257 осіб/км².  Було 633 помешкання (127/км²).
Расовий склад населення:
| - 50,5 % — білих - 34,9 % — корінних американців - 4,6 % — чорних або афроамериканців - 0,2 % — вихідців з тихоокеанських островів - 0,1 % — азіатів |

До двох чи більше рас належало 9,4 %. Частка іспаномовних становила 3,4 % від усіх жителів.
За віковим діапазоном населення розподілялося таким чином: 25,8 % — особи молодші 18 років, 57,4 % — особи у віці 18—64 років, 16,8 % — особи у віці 65 років та старші. Медіана віку мешканця становила 38,6 року. На 100 осіб жіночої статі у місті припадало 99,7 чоловіків;  на 100 жінок у віці від 18 років та старших — 92,5 чоловіків також старших 18 років.
Середній дохід на одне домашнє господарство  становив 34 772 долари США (медіана — 23 200), а середній дохід на одну сім'ю — 46 580 доларів (медіана — 39 559). Медіана доходів становила 26 667 доларів для чоловіків та 22 330 доларів для жінок. За межею бідності перебувало 27,0 % осіб, у тому числі 37,5 % дітей у віці до 18 років та 29,1 % осіб у віці 65 років та старших.
Цивільне працевлаштоване населення становило 467 осіб. Основні галузі зайнятості: освіта, охорона здоров'я та соціальна допомога — 34,7 %, публічна адміністрація — 13,5 %, будівництво — 12,0 %.